# Куфтін Борис Олексійович
Борис Олексійович Куфтін 21 січня [2 лютого] 1892, Самара — 2 серпня 1953, Лієлупе (частина Юрмали)) — радянський грузинський археолог і етнограф, академік АН Грузинської РСР (з 1946).

## Біографія
З 1919 — викладач Московського університету. Куфтін викладав етнографію майже всіх регіонів СРСР, а також теоретичну етнографію, методику музейної справи, проводив польовий практикум та інше. Навесні 1919 року Дмитро Анучин запропонував Куфтіну, що склав іспити на звання магістра, читати курси з народознавства. Після смерті Анучина він очолив весь народознавчий цикл кафедри.
27 вересня 1930 Куфтина було заарештовано за звинуваченням у контрреволюційній діяльності і вислано на Північ терміном на 3 роки; заслання відбував у Вологді.
Після покарання йому вдалося влаштуватися в Державний музей Грузії, де працював з 1933 до кінця життя.
Вперше виділив і описав дві найважливіші культури Кавказу — триалетську і куро-аракську. Працюючи в складі Південно-Туркменської комплексної археологічної експедиції 1952 року, отримав важливі дані для висвітлення стародавньої історії Середньої Азії (Анау, Намазга-тепе, Ак-Тепе та інші).
Був у дружніх стосунках з багатьма діячами радянської культури, зокрема зі Святославом Ріхтером і Ніною Дорліак.
Дружина — відома українська радянська піаністка, педагог, фольклорист, музичний діяч Валентина Костянтинівна Стешенко-Куфтіна (1904—1953).

## Твори
- «Календарь и первобытная астрономия киргиз-казацкого народа» (Этнографическое обозрение. 1916, No 3—4).
- «Южнобережные татары Крыма» (Крым. 1925, No 1).
- «Жилище крымских татар в связи с историей заселения полуострова (материалы и вопросы)» (М., 1925).
- «Задачи и метод изучения крестьянского жилища Рязанской губернии» (Рязань, 1925).
- «Льяловская неолитическая культура на реке Клязьме в Московском уезде в её отношении к окскому неолиту Рязанской губернии и ранне-неолитическим культурам Северной Европы» (Труды общества исследователей Рязанского края. Вып. 5. Рязань, 1925).
- «Мелкие народности и этно-культурные взаимоотношения на северо-востоке Сибири» (Северная Азия. 1925, No 1—2)
- "Материальная культура русской Мещёры. Ч. 1. (М., 1926)
- «Киргиз-казаки. Культура и быт (применительно к обстановочному залу „Уголок кочевого аула“ в ЦМН)» (М., 1926)
- «Краткий обзор пантеона северного буддизма и ламаизма в связи с историей учения: По мат-лам, выставленным в ЦМН» (М., 1927).
- «Задачи, методы и достижения в изучении костюма Центрально-промышленной области» (Вопросы этнологии Центрально-промышленной области. М., 1927).
- «Новая культура бронзовой поры в бассейне р. Оки на оз. Подборном близ г. Касимова Рязанской губ.» (Материалы к доистории ЦПО. М., 1927).
- «О методе изучения преемственности погребенных и современных племенных культур» (Материалы к доистории ЦПО. М., 1927).
- «Татары касимовские и татары-мишари ЦПО. К вопросу выяснения областных типов и составляющих элементов волго-татарской этнической культуры (Этнические наименования и элементы жилища)» (Культура и быт населения ЦПО. Протоколы совещания. Протокол No 8. М., 1929).
- «Задачи и методы полевой этнологии (тезисы доклада)» (Этнография. 1929, No 2).
- «Археологические раскопки в Триалети (1936—1940 гг.)» (т. 1, Тб., 1941; Гос. пр. СССР, 1942).
- «К вопросу о древнейших корнях грузинской культуры на Кавказе по данным археологии» (Вестник Государственного музея Грузии. Т. 12-В. Тбилиси, 1944).
- «Археологические раскопки 1947 г. в Цалкинском районе» (Тбилиси, 1948).
- «Археологическая маршрутная экспедиция 1945 г. в Юго-Осетию и Имеретию» (Тбилиси, 1949).
- «О некоторых неразъясненных случаях древней иностранной этно- и топонимики Грузии» (Сообщения АН Грузинской ССР. Тб., 1949. Т. 10, № 5).
- «Материалы к археологии Колхиды» (Тб., 1949-50).
- «Археологические изыскания в Рионской низменности и на Черноморском побережье 1935 и 1936 гг.» (Тб., 1950).
- "Работы ЮТАКЭ в 1952 г. по изучению «культур Анау» (Известия Академии наук Туркменской ССР. 1954, No 1)
- «Полевой отчет о работе 14-го отряда ЮТАКЭ по изучению культуры первобытно-общинных оседлоземледельческих поселений эпохи меди и бронзы в 1952 г.» (Труды Южно-Туркменистанской археологической комплексной экспедиции. Ашх., 1956).